# Marc-Emile Ruchet
Marc-Emile Ruchet (más conocido como Marc Ruchet; Saint-Saphorin-sur-Morges, 14 de septiembre de 1853 – Berna, 13 de julio de 1912) fue un abogado y político suizo, miembro del Partido Radical Democrático (PRD).
Fue miembro del Gran Consejo del Cantón de Vaud entre 1882 y 1893, y después del Consejo de Estado de Vaud entre 1894 y 1899. Representó a este cantón en dos ocasiones en el Consejo de los Estados, entre 1887 y 1893, y entre 1896 y 1899. En diciembre de 1899 fue elegido miembro del Consejo Federal, del que formó parte hasta poco antes de su muerte. 
Fue Presidente de la Confederación en 1905 y 1911.

## Biografía

### Familia, estudios y profesión
Era hijo del maestro Charles Ruchet y de Lina Bäurlin. La familia se trasladó a Lausana en 1861, después de que el padre obtuviera un puesto en el Banco Cantonal de Vaud. Marc Ruchet estudió Derecho en la Academia de Lausana, donde ingresó en la fraternidad estudiantil Helvetia. También fue miembro de la logia masónica La Liberté. Se licenció en 1875 y realizó una estancia en Heidelberg. En 1876 entró a trabajar como pasante en el bufete de Louis Ruchonnet, donde coincidió con Eugène Ruffy. En 1878 obtuvo la licencia de abogado y se incorporó como asociado a dicho bufete, que acabó dirigiendo después de que en 1881 Ruchonnet fuera elegido Consejero Federal. Se casó con la pintora Anna-Rosa Hartmann. En el ejército suizo fue teniente coronel de la justicia militar.

### Política cantonal y federal
La carrera política de Ruchet comenzó en 1882, cuando fue elegido diputado en el Gran Consejo del Cantón de Vaud. En 1887 ostentó la presidencia del mismo y continuó como diputado hasta 1893. También en 1887, el Gran Consejo le eligió por primera vez diputado del Consejo de los Estados en representación del cantón de Vaud. Tras renunciar temporalmente en 1893, volvió a representar a su cantón en el Consejo de los Estados entre 1896 y 1899. Formó parte del gobierno cantonal de Vaud, el Consejo de Estado, entre 1894 y 1899, período durante el cual dirigió el Departamento de Instrucción Pública y Cultos. Durante su mandato impulsó las escuelas infantiles gratuitas, apoyó las bibliotecas y los museos y elaboró una ley de protección de monumentos históricos que más tarde sirvió de modelo para otros cantones y estados. Entre 1886 y 1888 fue miembro ex officio del consejo de administración de la compañía ferroviaria Suisse-Occidentale-Simplon y, entre 1890 y 1899, de los Ferrocarriles del Jura-Simplon. También fue miembro de los consejos de administración del Banco Cantonal de Vaud y de la Sociedad Industrial y Comercial de Vaud.
A finales de 1899, dos escaños del Consejo Federal quedaron vacantes tras las dimisiones de Adrien Lachenal y Eugène Ruffy. Mientras que la elección de Robert Comtesse como sucesor de Lachenal no tuvo apenas discusión, para suceder a Ruffy se barajó en un primer momento al ginebrino Gustave Ador como candidato con más posibilidades. Sin embargo, éste decidió no optar al puesto. Los radicales valdenses no tardaron en apostar por Ruchet, por lo que la confirmación de su candidatura por parte del grupo parlamentario del PRD fue un mero trámite. La Asamblea Federal celebró las elecciones sustitutivas el 14 de diciembre de 1899. En la primera votación, Ruchet recibió 124 de los 167 votos válidos, mientras que los demás candidatos obtuvieron 43 votos.

#### Consejero Federal

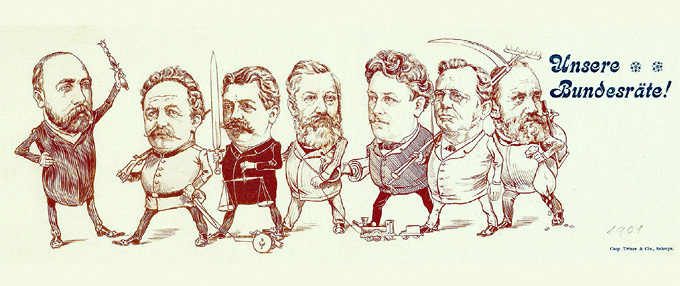
El Consejero Federal Ruchet (tercero por la derecha) en una caricatura de 1901.

Ruchet estuvo al frente del Departamento del Interior, salvo breves interrupciones, entre 1900 y 1903, entre 1906 y 1910 y en 1912. En 1904, sustituyó temporalmente a Comtesse en el Departamento de Finanzas y Aduanas. En 1905 y 1911, años en los que fue Presidente de la Confederación, dirigió el Departamento Político, como era habitual en la época.
Durante su mandato entraron en vigor importantes innovaciones legislativas. La Ley de Policía Forestal, reformada en 1902, instaba a velar por la conservación de los bosques del país. Esta ley, considerada modélica en toda Europa, tenía como objetivo proteger el entorno natural frente a la expansión urbana y, por lo tanto, preservar la identidad nacional de Suiza. En 1905, Ruchet promovió la fundación de la Liga para la Conservación de la Suiza Pintoresca, precursora de la Schweizer Heimatschutz (Patrimonio Suizo). También logró que se aprobara una ley que aumentaba las subvenciones a la cultura. En su etapa como Consejero de Estado de Vaud se había opuesto a la financiación de las escuelas primarias por parte del Gobierno federal al considerarla una intromisión en las competencias de los cantones. Sin embargo, tras asumir el cargo de Consejero Federal, cambió de parecer y logró convencer a los votantes de la necesidad del proyecto de ley, que fue aprobado en referéndum el 23 de noviembre de 1902 con un 76,3% de votos a favor.
El 5 de julio de 1908, Ruchet sufrió una derrota en referéndum, ya que el pueblo votó mayoritariamente a favor de una iniciativa que instaba a la prohibición de la absenta. Esta iniciativa parecía contradictoria, sobre todo porque seis años antes se había rechazado la restricción a la venta libre de alcohol. En cualquier caso, Ruchet hubiera preferido regular esta prohibición por medio de la Ley de Productos Alimentarios y no a nivel constitucional. Con todo, cumplió la voluntad popular y encargó la redacción de una ley de aplicación, que entró en vigor en octubre de 1910. Aquel mismo año se propuso otorgar a la Confederación la facultad de dictar normas en materia de seguridad vial ante el aumento del tráfico motorizado, pero la competencia en este ámbito siguió estando en manos de los cantones hasta la década de 1930.
Durante los años en que ocupó los cargos de Presidente de la Confederación y de Ministro de Asuntos Exteriores, Ruchet tuvo dificultades para definir prioridades concretas. No obstante, esta situación estaba en consonancia con la práctica común de la época, ya que la política exterior suiza se limitaba en gran medida al mantenimiento de las relaciones comerciales. En su primer año como presidente se terminó de perforar el túnel del Simplon y se abrieron embajadas en San Petersburgo y Tokio. Tras la muerte de su esposa en noviembre de 1909, su estado de salud empeoró y se vio obligado a interrumpir sus funciones oficiales en varias ocasiones. Anunció su dimisión el 9 de julio de 1912 y falleció cuatro días después, a la edad de 58 años.